# فيرناندو توبيو
فيرناندو توبيو (بالإسبانية: Fernando Tobio) (18 أكتوبر 1989 براموس ميخيا في الأرجنتين - ) هو لاعب كرة قدم أرجنتيني في مركز الدفاع. شارك مع منتخب الأرجنتين تحت 20 سنة لكرة القدم. أما مع النوادي، فقد لعب مع روزاريو سنترال وفيليز سارسفيلد ونادي بالميراس.

## روابط خارجية
- فيرناندو توبيو على موقع قاعدة بيانات كرة القدم.إي يو (الإنجليزية)
- فيرناندو توبيو على موقع Soccerway.com (الإنجليزية)